# Mumadona Dias
Mumadona Dias, est une comtesse du Portugal. Elle gouverne le comté conjointement avec son mari à partir de l'an 920 environ. Elle gouverne ensuite seule après la mort de son époux vers 943 jusqu'en 950.  

## Biographie
Elle est l'une des trois filles du comte Diogo Fernandes et de la comtesse Onega (ou Onecca), mariée entre 915 et 920 au comte Hermenegildo Gonçalves, veuve vers 943 elle gouverne seule le comté du Portugal. Vers 950, elle fonde un couvent sur ses terres de Guimarães, puis un fort pour protéger le couvent des incursions normandes, son fils Gonçalo Mendes lui succède alors comme comte du Portugal. Elle meurt vers la fin de 968.